# کوری لوندوسکی

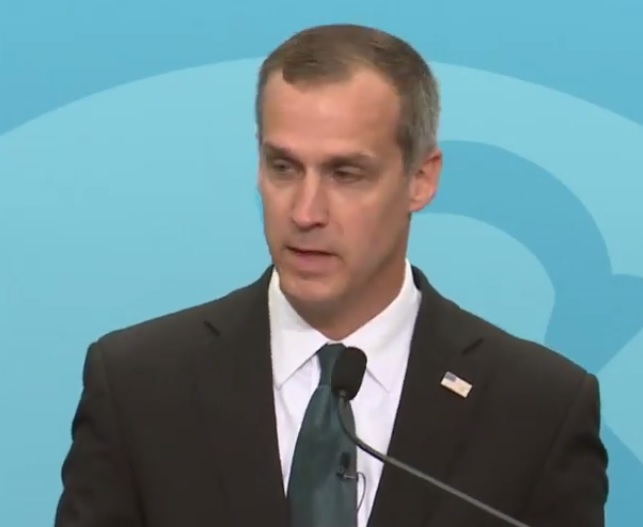
کوری لوندوسکی ۲۰۱۷

کوری لوندوسکی (به انگلیسی: Corey Lewandowski) ((/lɛvændʊvski/) کارمند سیاسی، لابیست و مفسر سیاسی آمریکایی است. او مفسر سیاسی شبکه‌های OANN، فاکس نیوز و سی ان ان و مدیر سابق کمپین ریاست جمهوری ۲۰۱۶ دونالد ترامپ از ژانویه ۲۰۱۵ تا ژوئن ۲۰۱۶ بوده‌است. لوندوسکی پیش از پیوستن به کمپین ترامپ، در کمپین‌های متعدد و گروه محافظه کار آمریکاییان برای شکوفایی کار کرده و لابیست بوده‌است.
لوندوسکی در اوت ۲۰۱۹ اعلام کرد به‌طور جدی در حال در نظر گرفتن کسب نامزدی حزب جمهوریخواه برای رقابت با سناتور دمکرات جین شهین در انتخابات سال ۲۰۲۰ در نیوهمپشر است.